# Тяньцзяань
Тяньцзяа́нь (кит. упр. 田家庵, пиньинь Tiánjiā'ān) — район городского подчинения городского округа Хуайнань провинции Аньхой (КНР).

## История
Исторически в этих местах находилась переправа через реку Хуайхэ. После того, как в Датуне и Цзюлунгане началась добыча угля, здесь стали перегружать уголь на суда, и образовался речной порт. Когда здесь прошла ещё и железная дорога — образовался угольный перевалочный узел.
После того, как во время гражданской войны эти места оказались под контролем коммунистов, в ноябре 1949 года был образован город Тяньцзяань (田家庵市). В сентябре 1950 года он был понижен в статусе до посёлка. В мае 1953 года этот посёлок были преобразованы в район городского подчинения.

## Административное деление
Район делится на 9 уличных комитетов, 4 посёлка и 1 волость.